# Ruta de los Nidos de Águila
La ruta (o sendero o camino) de los nidos de las águilas (en polaco: Szlak Orlich Gniazd), que discurre por suroeste de Polonia es una ruta o sendero marcado a lo largo de una cadena de unos 25 castillos medievales que discurre entre Częstochowa y Cracovia. El sendero de los nidos de las águilas fue marcado por primera vez por Kazimierz Sosnowski. Desde 1980, gran parte del área ha sido designada como un área protegida conocida como el Parque paisajístico Nidos de las águilas (en polaco: Park Krajobrazowy Orlich Gniazd).

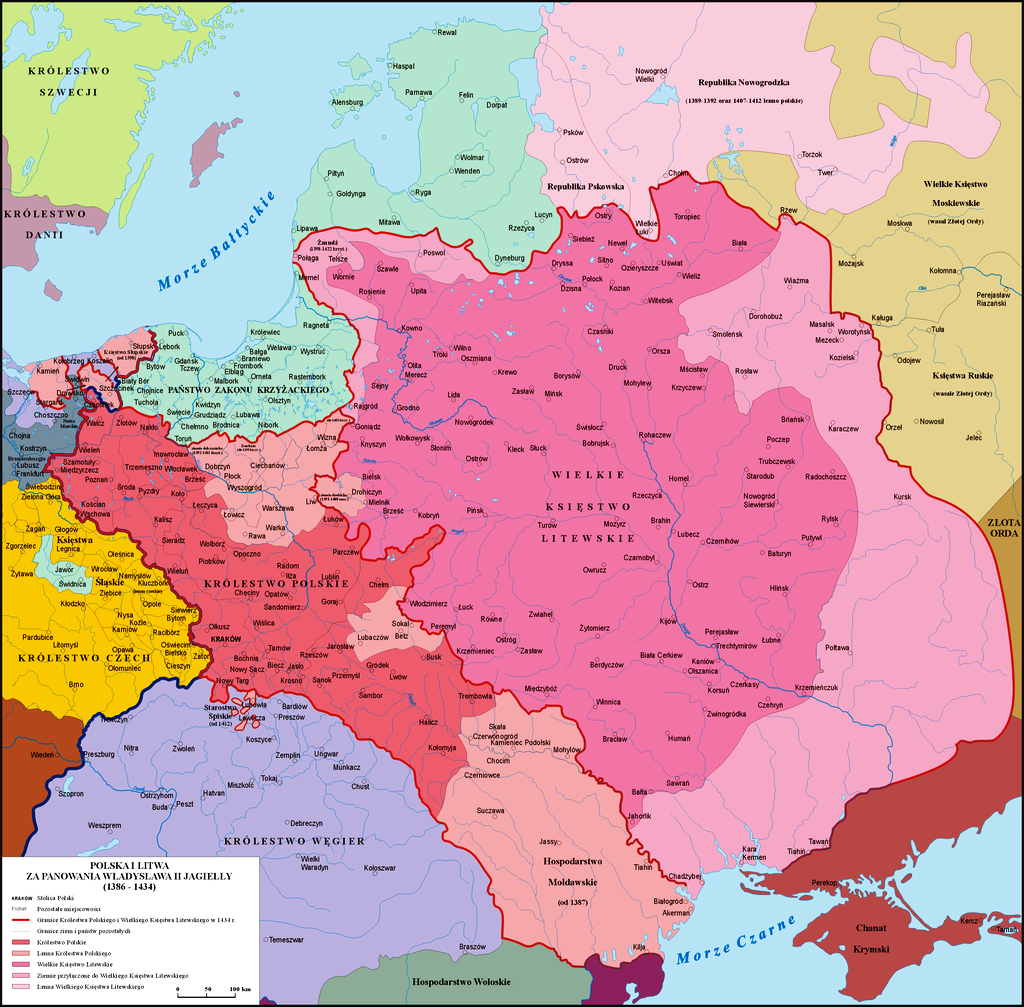
Mapa histórico de Polonia entre el periodo de 1386 - 1434.

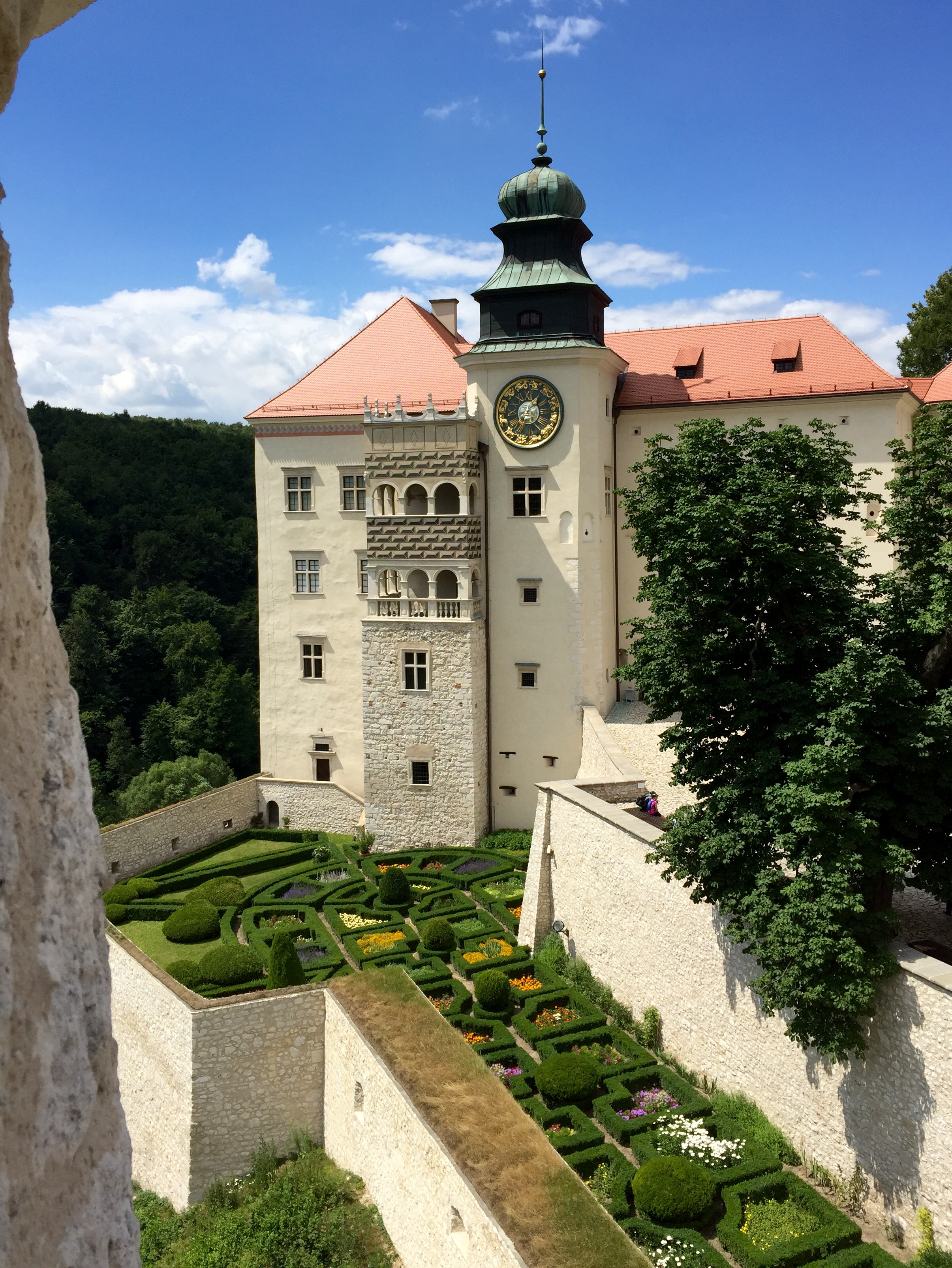
Castillo en Pieskowa Skała en la señalizado ruta de los nidos de las águilas

Los castillos datan principalmente del siglo XIV, y fueron construidos probablemente por orden del rey de Polonia, Casimiro III el Grande con el propósito de proteger a Cracovia de las tropas invasoras de las tropas checas de Juan I de Bohemia de la Silesia Superior, que se produjo entre los años 1327 y 1345.[cita requerida] El sendero ha sido llamado «nidos de las águilas», ya que la mayoría de los castillos se encuentran sobre grandes y altos roquedos calizos inaccesibles de la cadena del Jura polaco con muchos acantilados de piedra caliza, monadnocks y valles debajo. Fueron construidos a lo largo de la frontera del siglo XIV de la Pequeña Polonia con la provincia de Silesia, que en ese momento pertenecía al Reino de Bohemia.[cita requerida]
El sendero de los nidos de las águilas es considerado uno de los mejores senderos turísticos de Polonia, marcado como el número 1 en la lista oficial de los senderos más populares del país. Abarca los 25 castillos y atalayas, y tiene 163 km de largo (el recorrido de la bicicleta es de 188 km). La mayoría de los sitios también pueden ser alcanzados por autobús.

## Los castillos de los nidos de las águilas
Los castillos de los nidos de águila (en polaco: Orle Gniazda), muchos de los cuales sobrevivieron solo en la forma de ruinas pintorescas, están encaramados en lo alto de las rocas más altas entre Częstochowa y la antigua capital polaca, Cracovia. Los castillos se construyeron para proteger Cracovia, así como sus importantes rutas comerciales contra los invasores extranjeros. Más tarde, los castillos pasaron a manos de varias familias aristocráticas polacas.
| Los castillos de los nidos de las águilas a lo largo del sendero marcado (*) incluyen estructuras similares del Jura Polaco [1] |  | |  | |
| Castillos reales |  | Castillos nobiliarios |  | Atalayas defensivas |
| 1. Castillo de Będzin * 2. Castillo de Bobolice * 3. Castillo de Brzeźnica 4. Cracovia - Wawel * 5. Castillo de Krzepice 6. Castillo de Lelów 7. Castillo de Ojców * 8. Castillo de Olsztyn* 9. Castillo de Ostrężnik 10. Castillo de Rabsztyn * 11. Castillo de Wieluń 12. Castillo de Żarnowiec Castillos episcopales 1. Castillo de Babice - Lipowiec 2. Castillo de Siewierz * 3. Castillo de Sławków |  | 1. Castillo de Biały Kościół 2. Castillo de Bobrek 3. Castillo de Bydlin * 4. Castillo de Częstochowa - Błeszno 5. Castillo de Danków 6. Castillo de Koniecpol - Chrząstów 7. Castillo de Koniecpol Stary 8. Castillo de Korzkiew * 9. Castillo de Koziegłowy 10. Castillo de Kraków - Gródek 11. Castillo de Tyniec - Tenczyn 12. Castillo de Krzykawka 13. Castillo de Mirów * 14. Castillo de Morawica 15. Castillo de Morsko - Bąkowiec* 16. Castillo de Pieskowa Skała * 17. Castillo de Pilica* 18. Castillo de Podzamcze - Ogrodzieniec * 19. Castillo de Rudno - Tenczyne 20. Castillo de Smoleń* 21. Castillo de Udórz 22. Castillo de Żarki |  | 1. Częstochowa - Mirów 2. Giebło 3. Klucze 4. Castillo de Łutowiec 5. Castillo de Przewodziszowice 6. Castillo de Ryczów 7. Siedlec n. Będzin 8. Suliszowice 9. Wiesiółka 10. Złoty Potok Torres residencial-defensivas 1. Dubie 2. Grabowa 3. Kraków - Zwierzyniec 4. Kwaśniów |

## Galería de imágenes

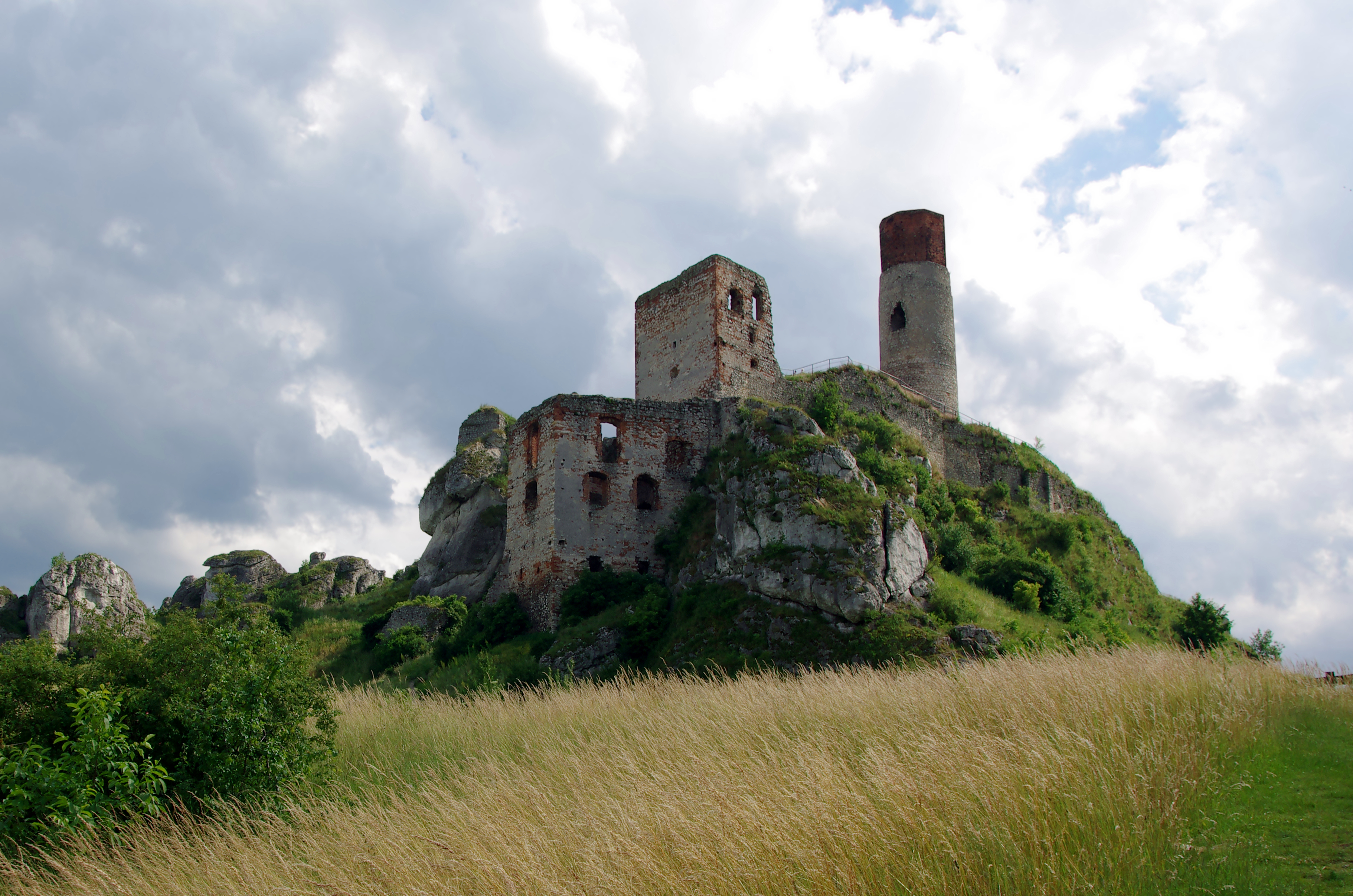
Castillo de Olsztyn
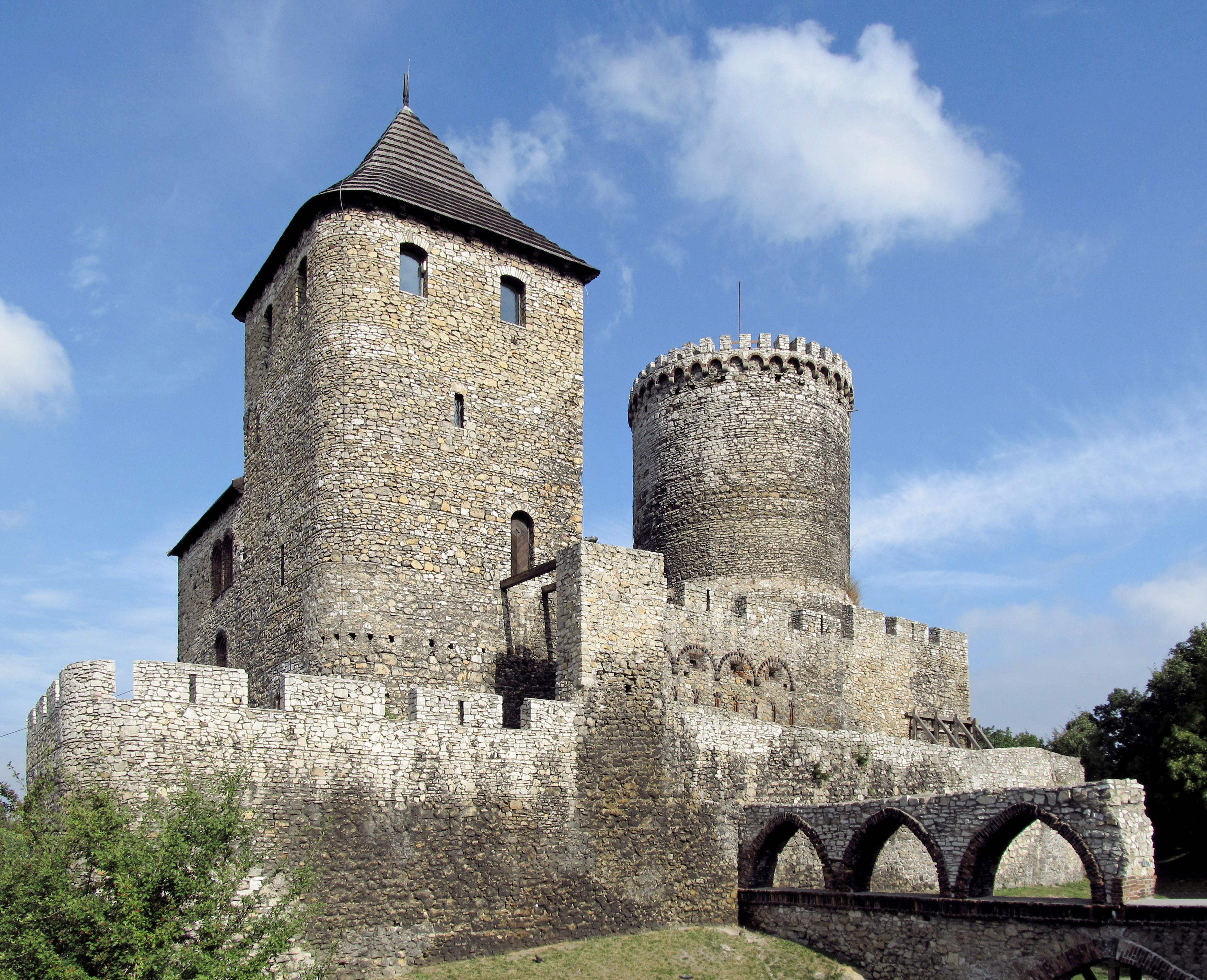
Castillo de Będzin
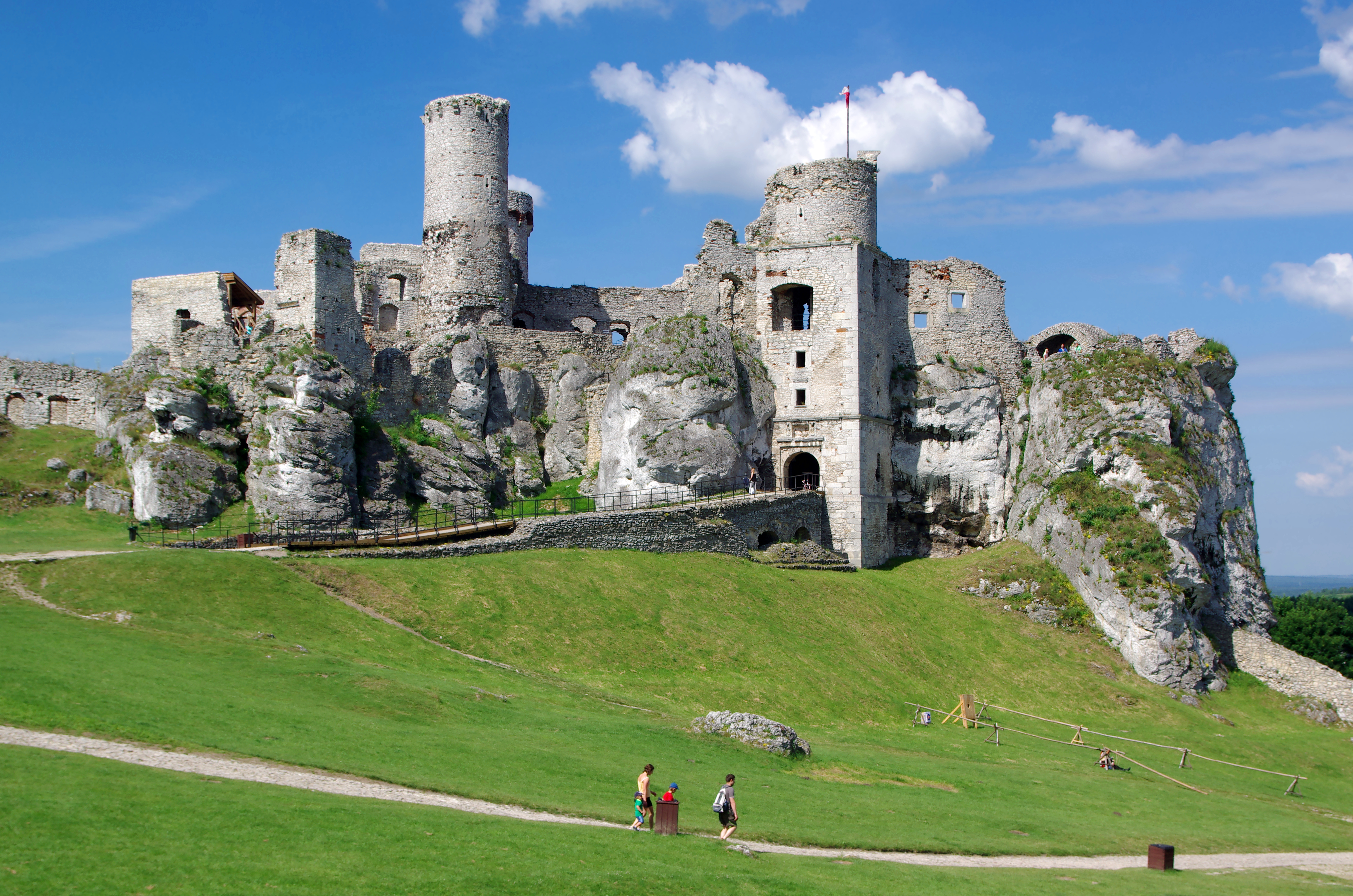
Castillo Ogrodzieniec
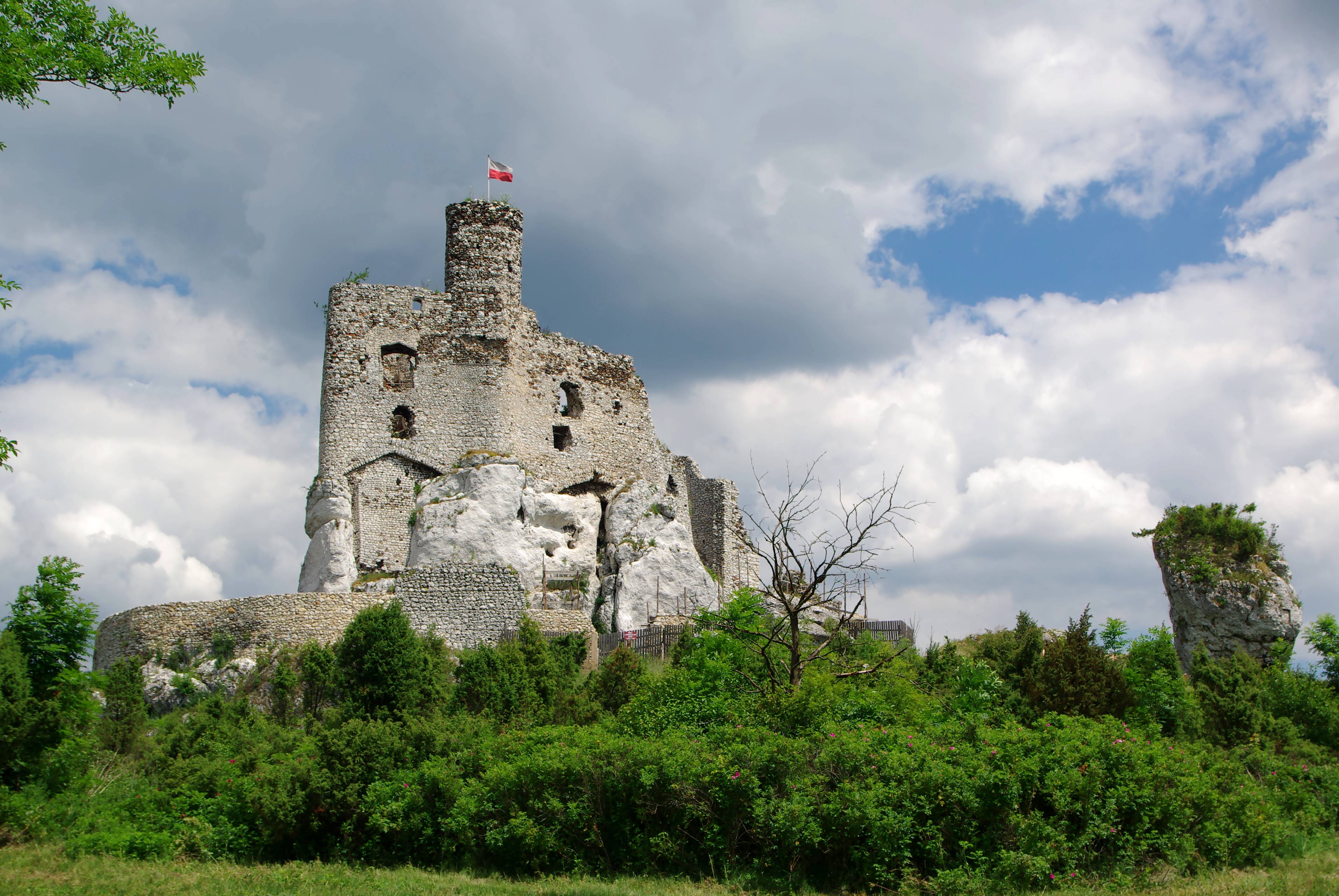
Castillo de Mirów
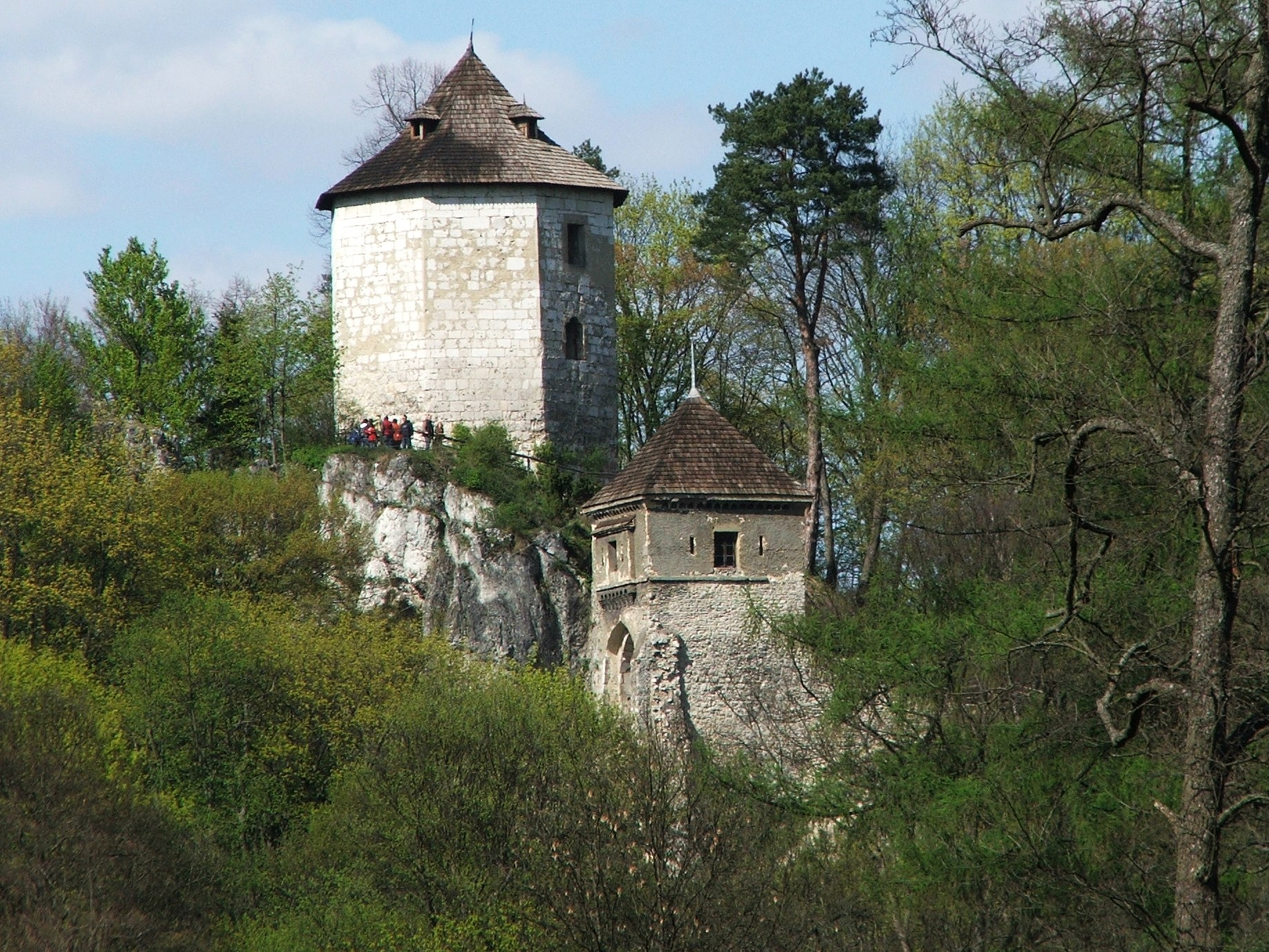
Castillo de Ojców
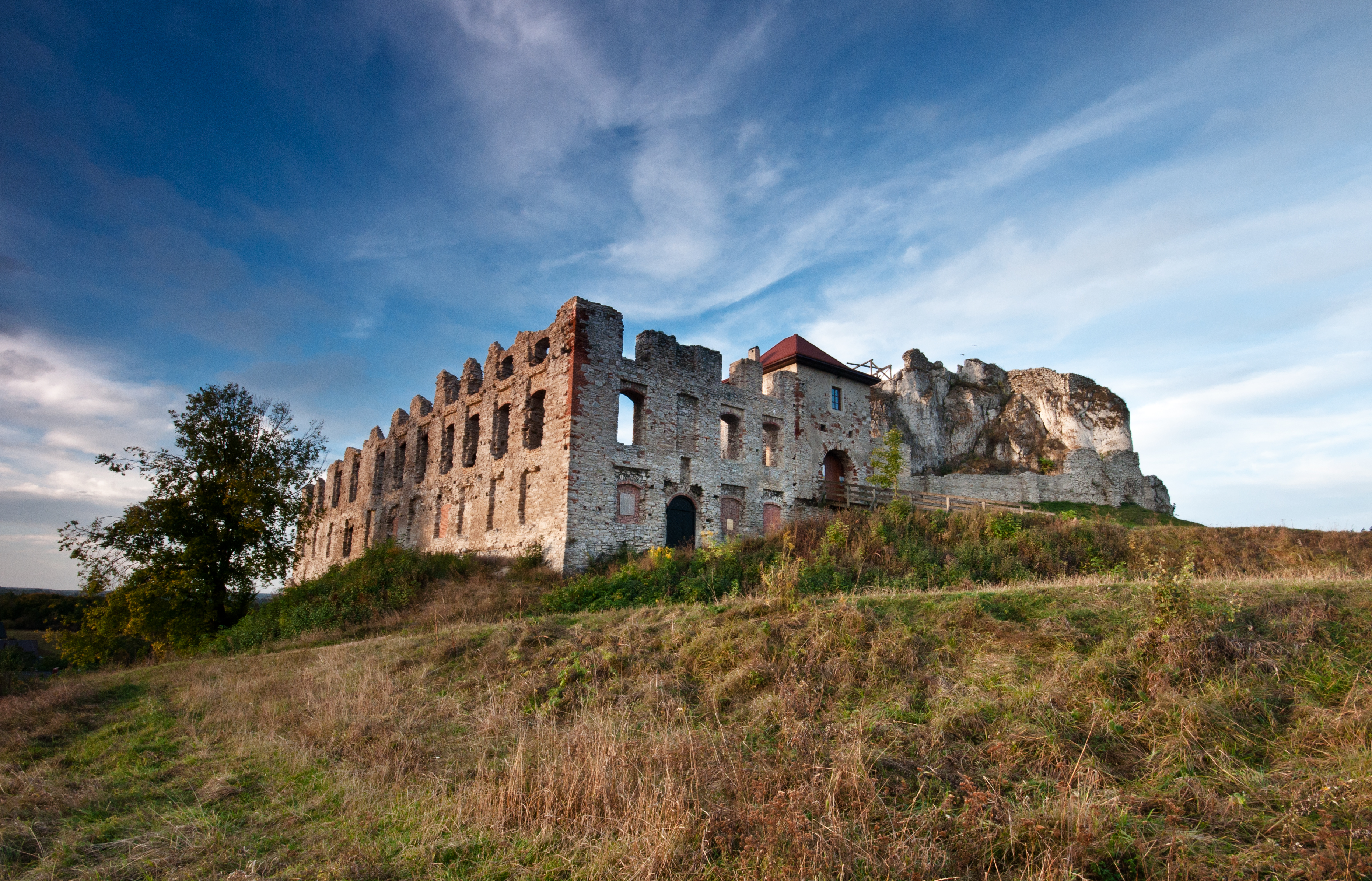
Castillo de Rabsztyn
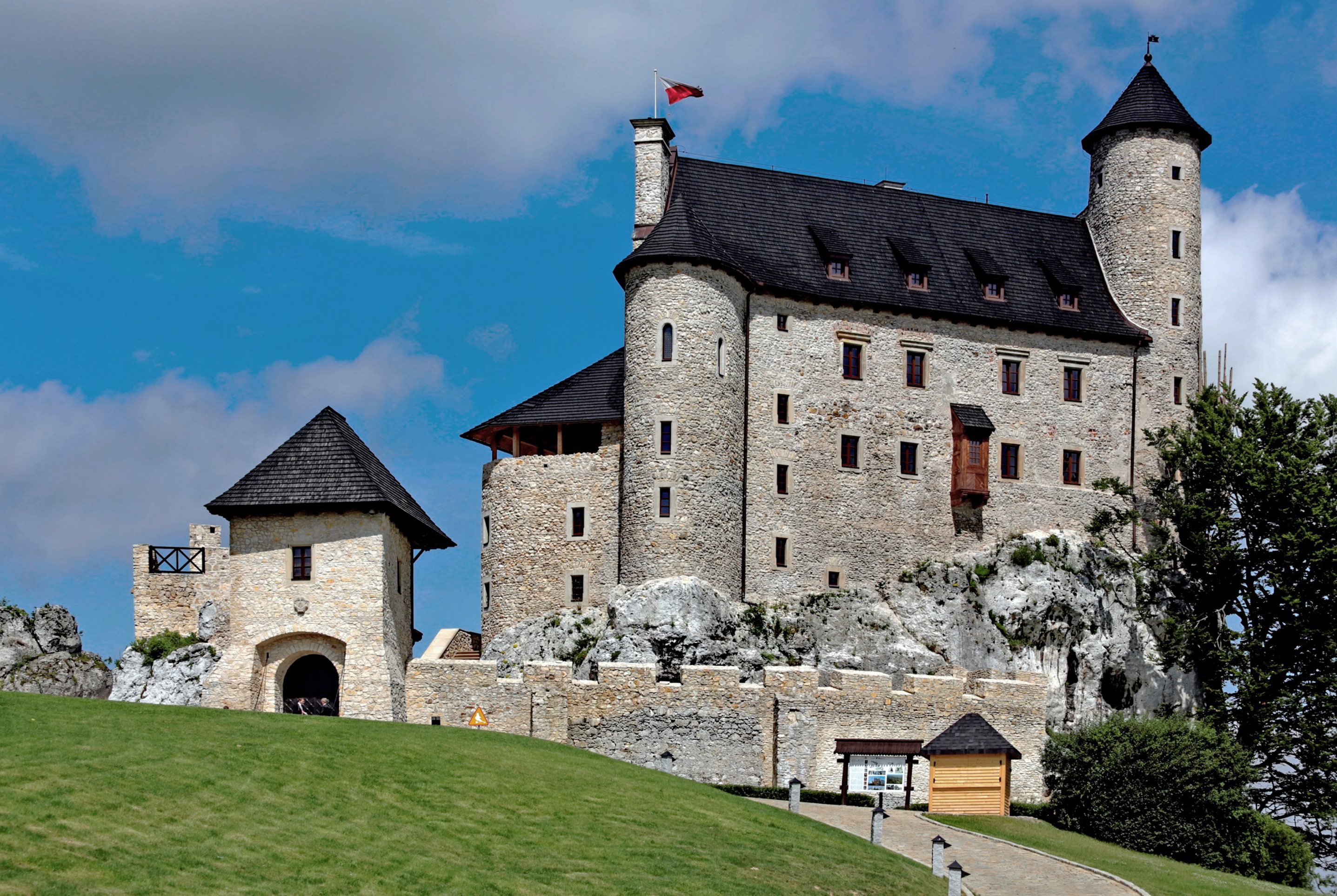
Castillo de Bobolice
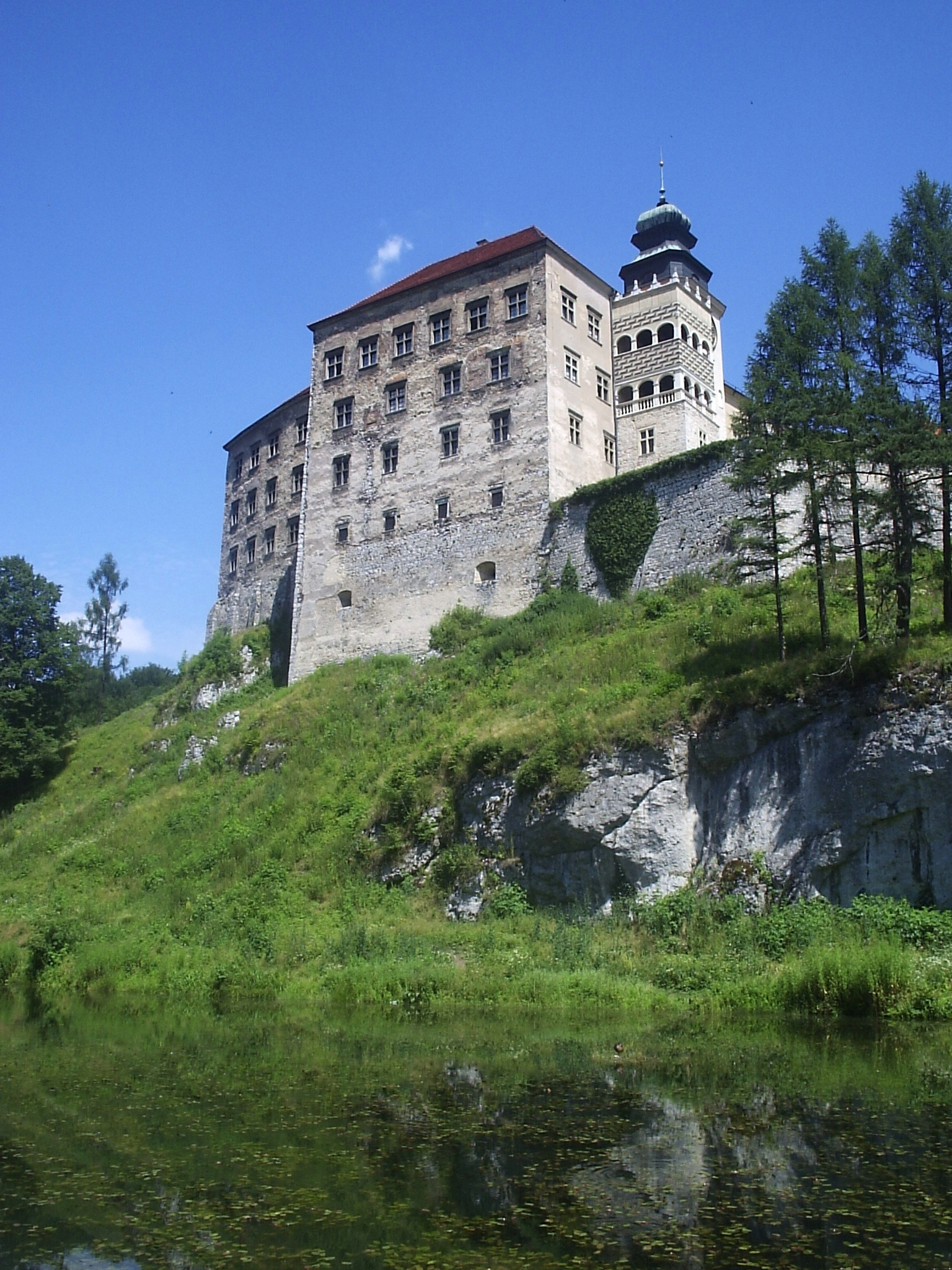
Castillo de Pieskowa Skała
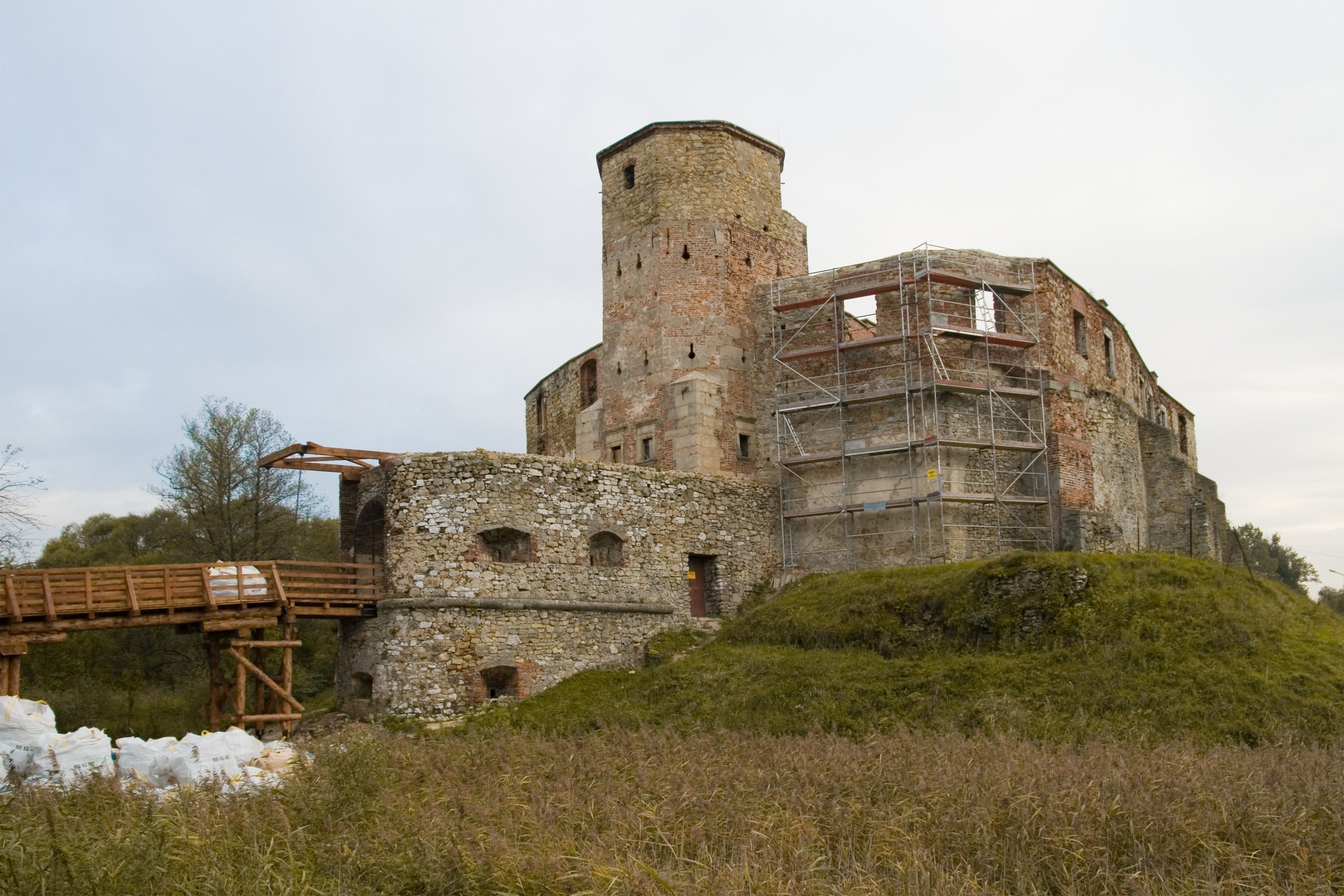
Castillo de Siewierz
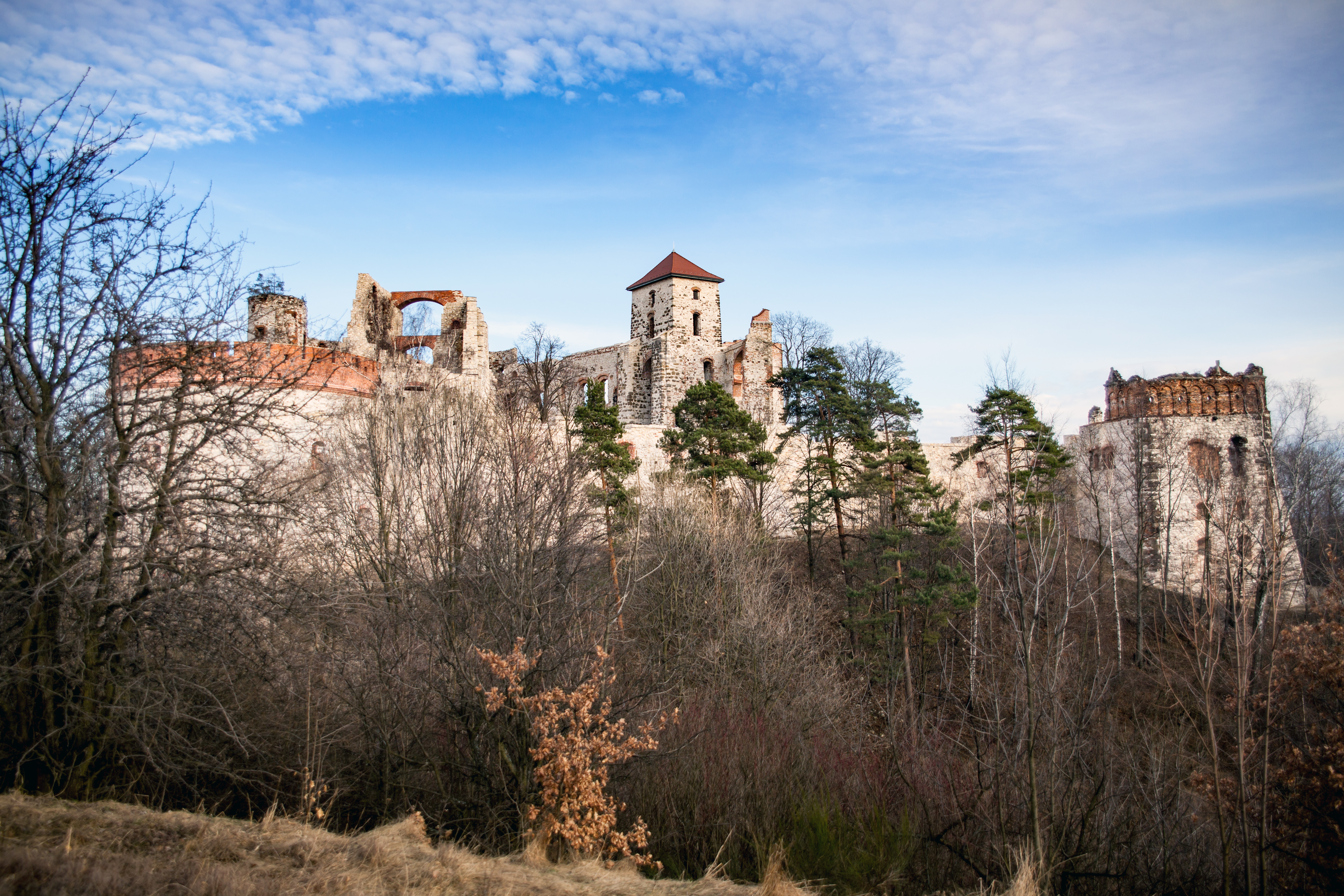
Castillo de Tenczyn
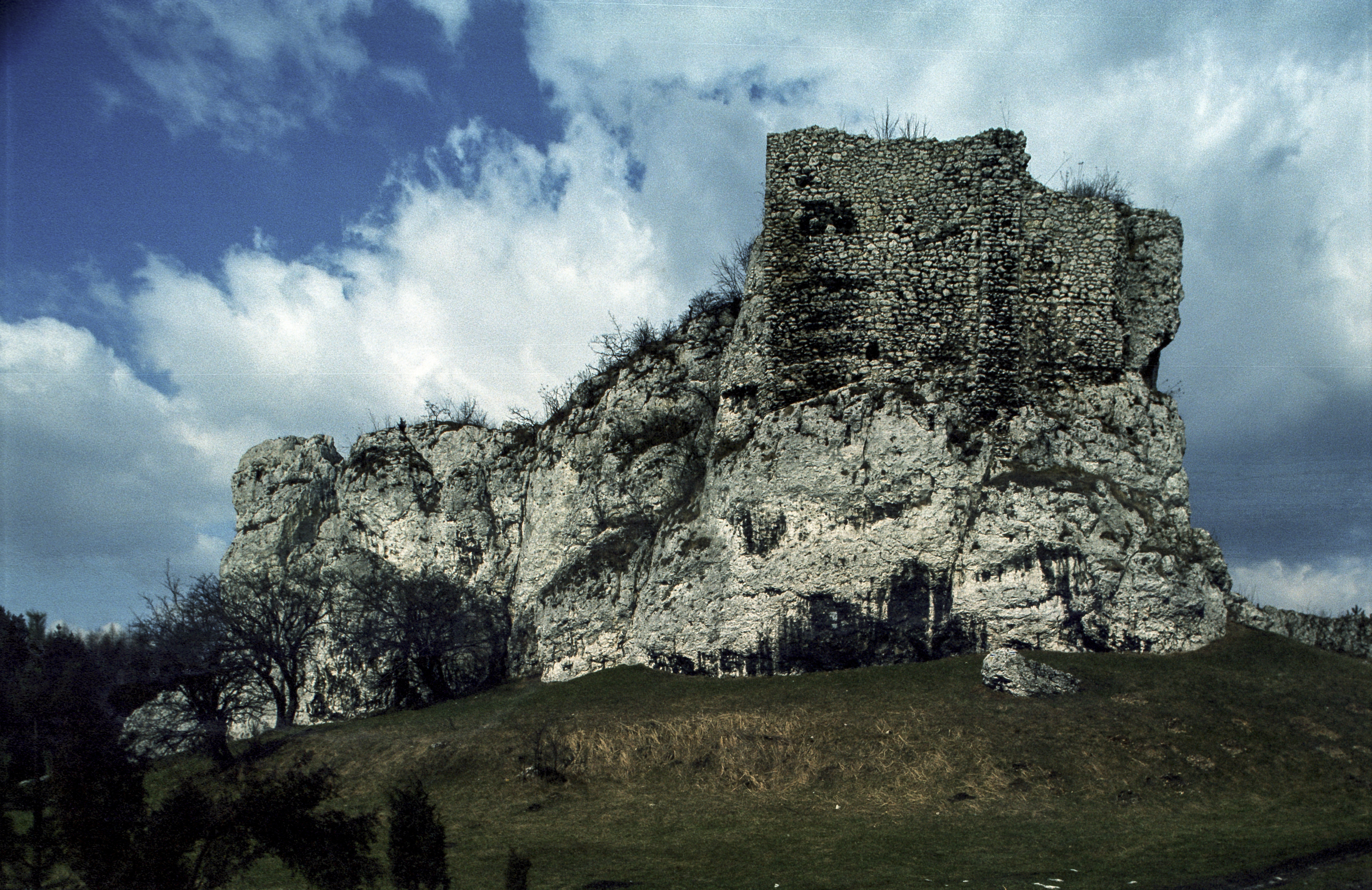
Castillo de Przewodziszowice
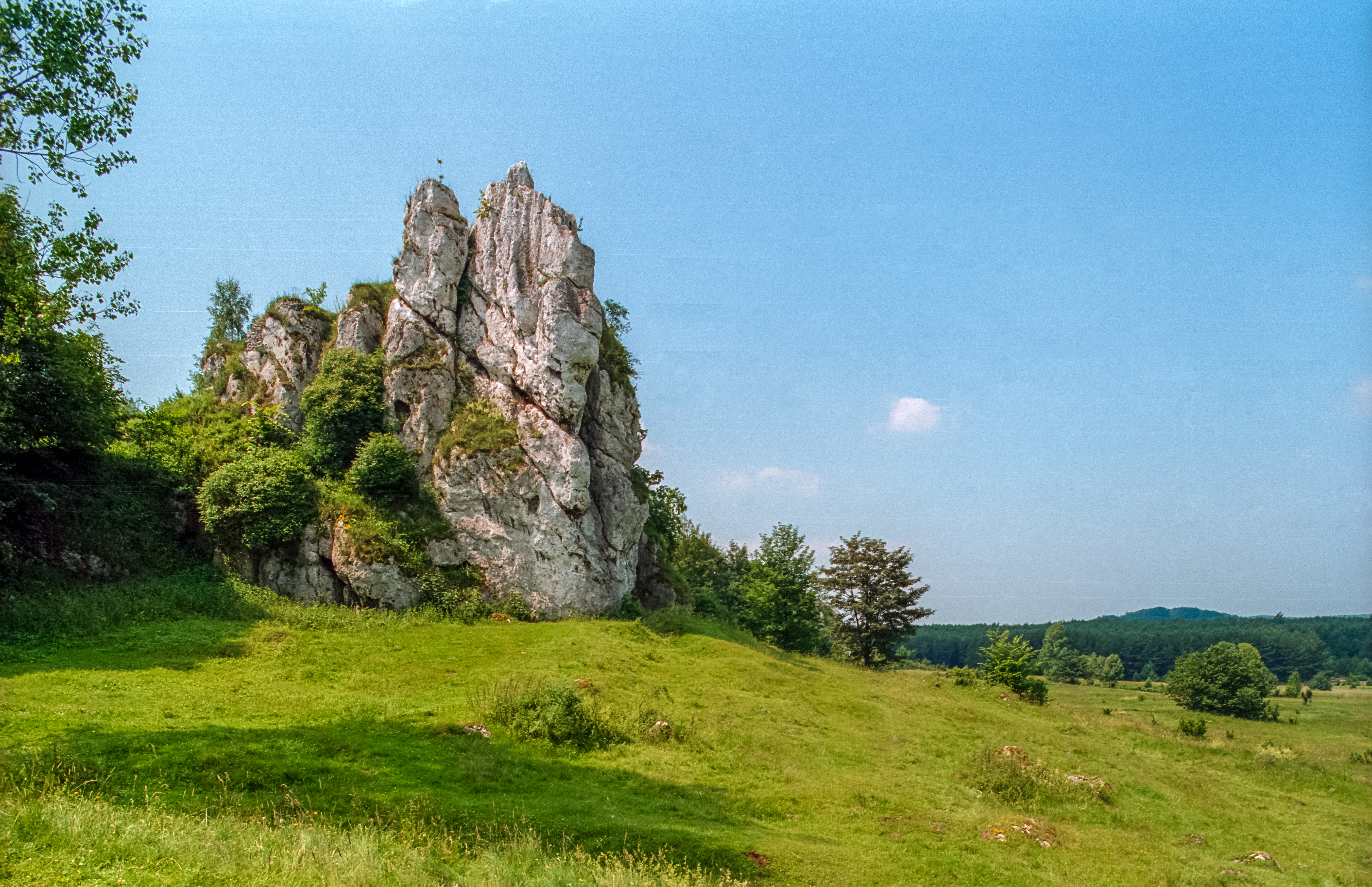
Castillo de Łutowiec
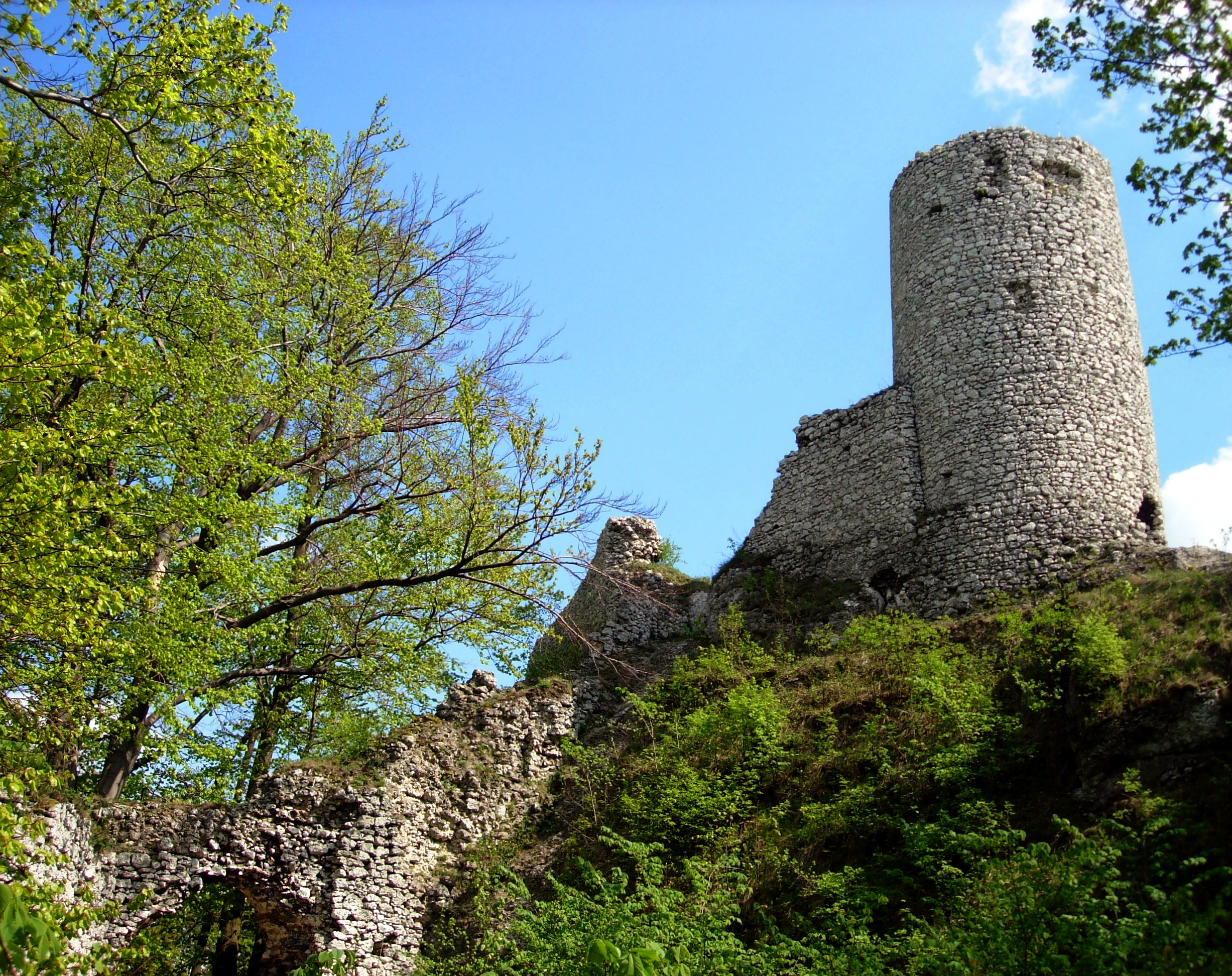
Castillo de Smoleń
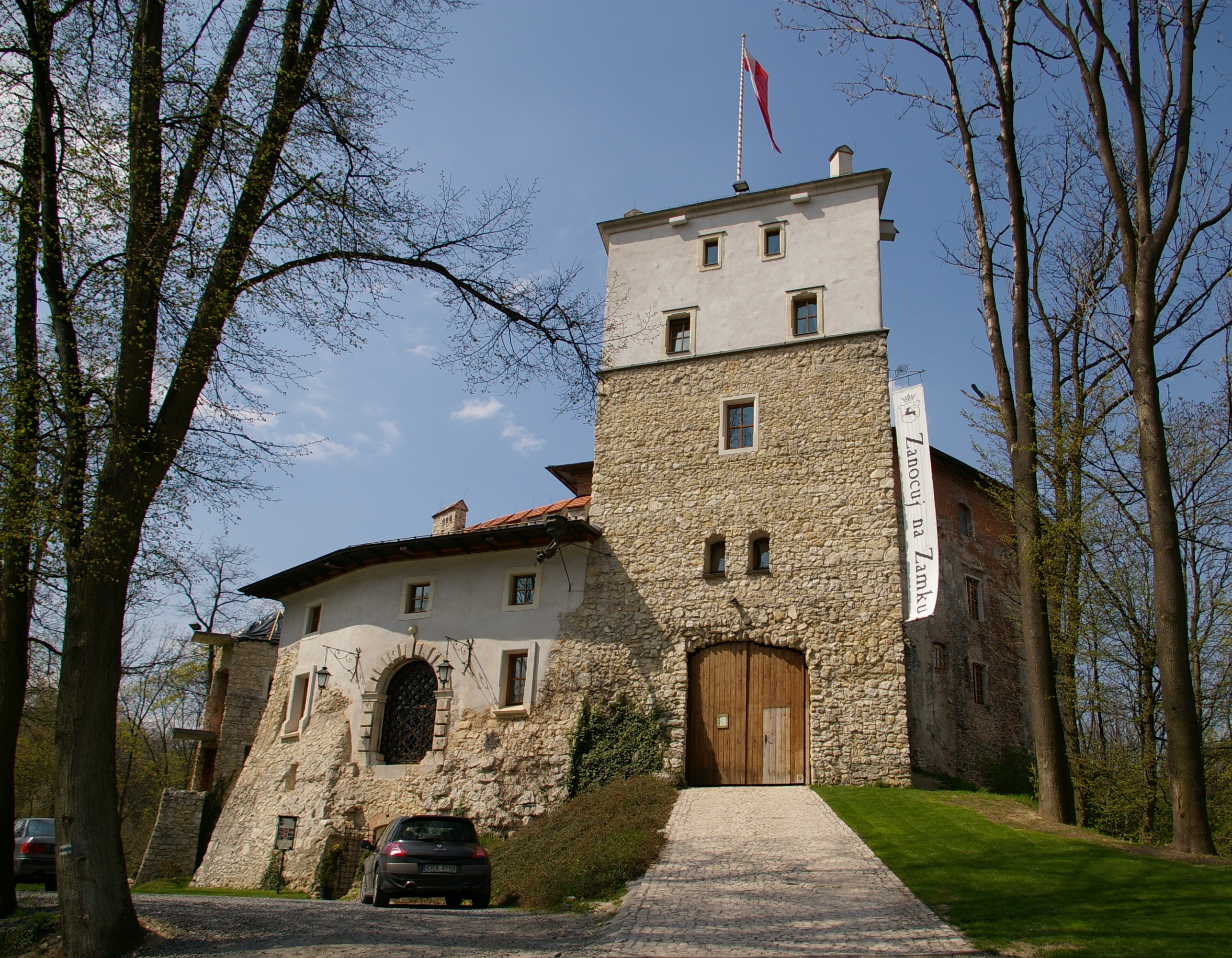
Castillo de Korzkiew
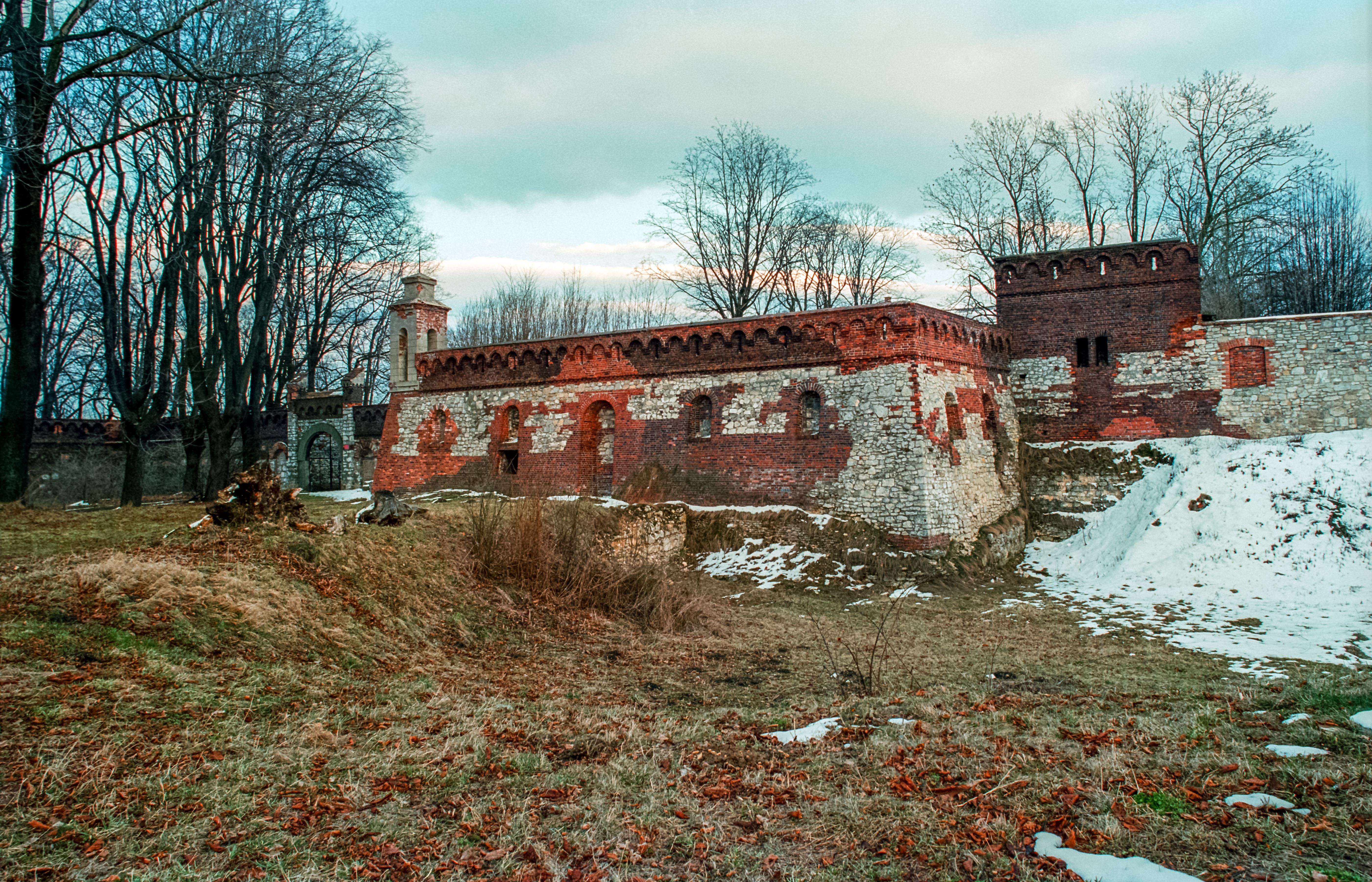
Castillo de Pilica
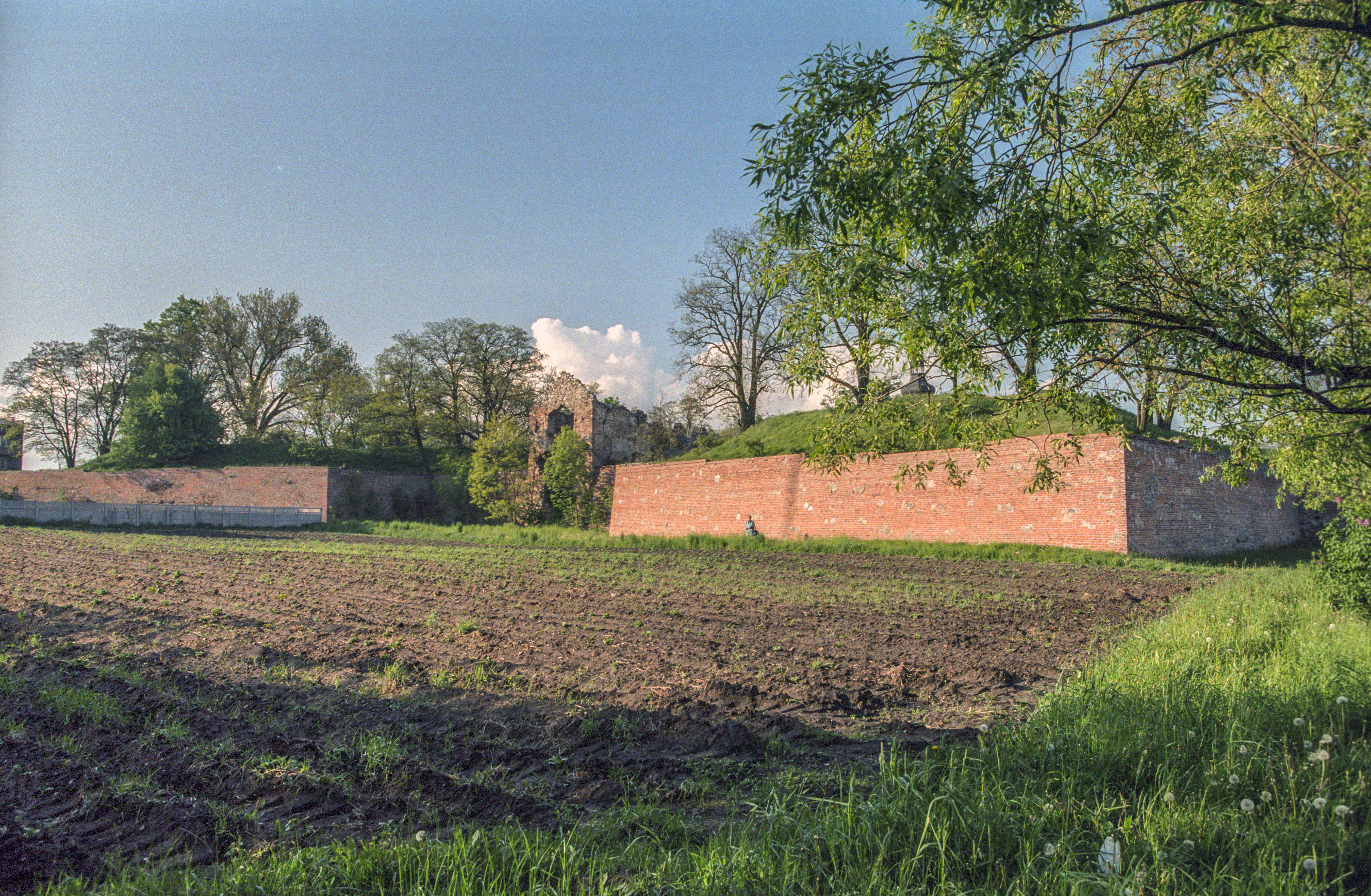
Castillo de Danków
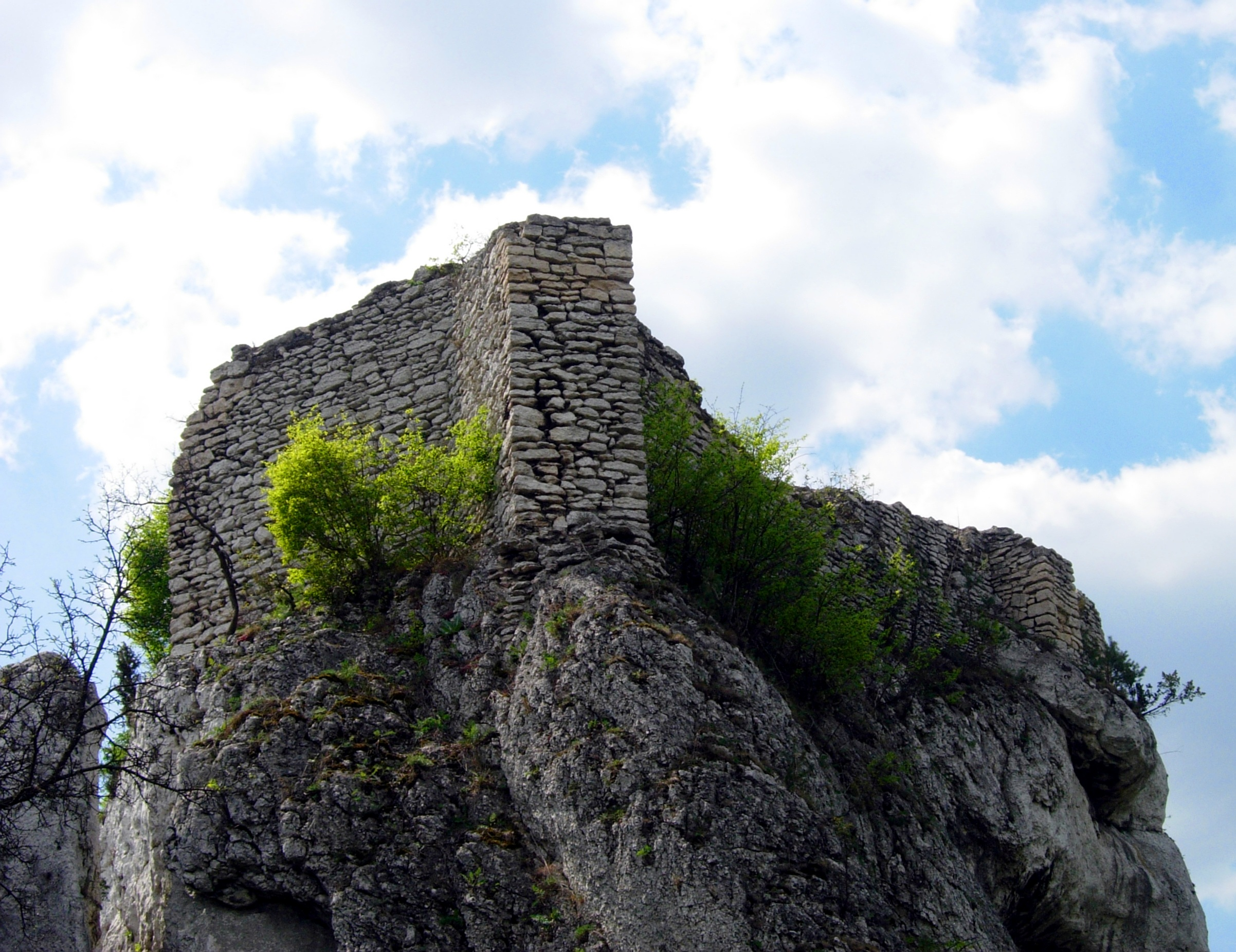
Castillo de Ryczów
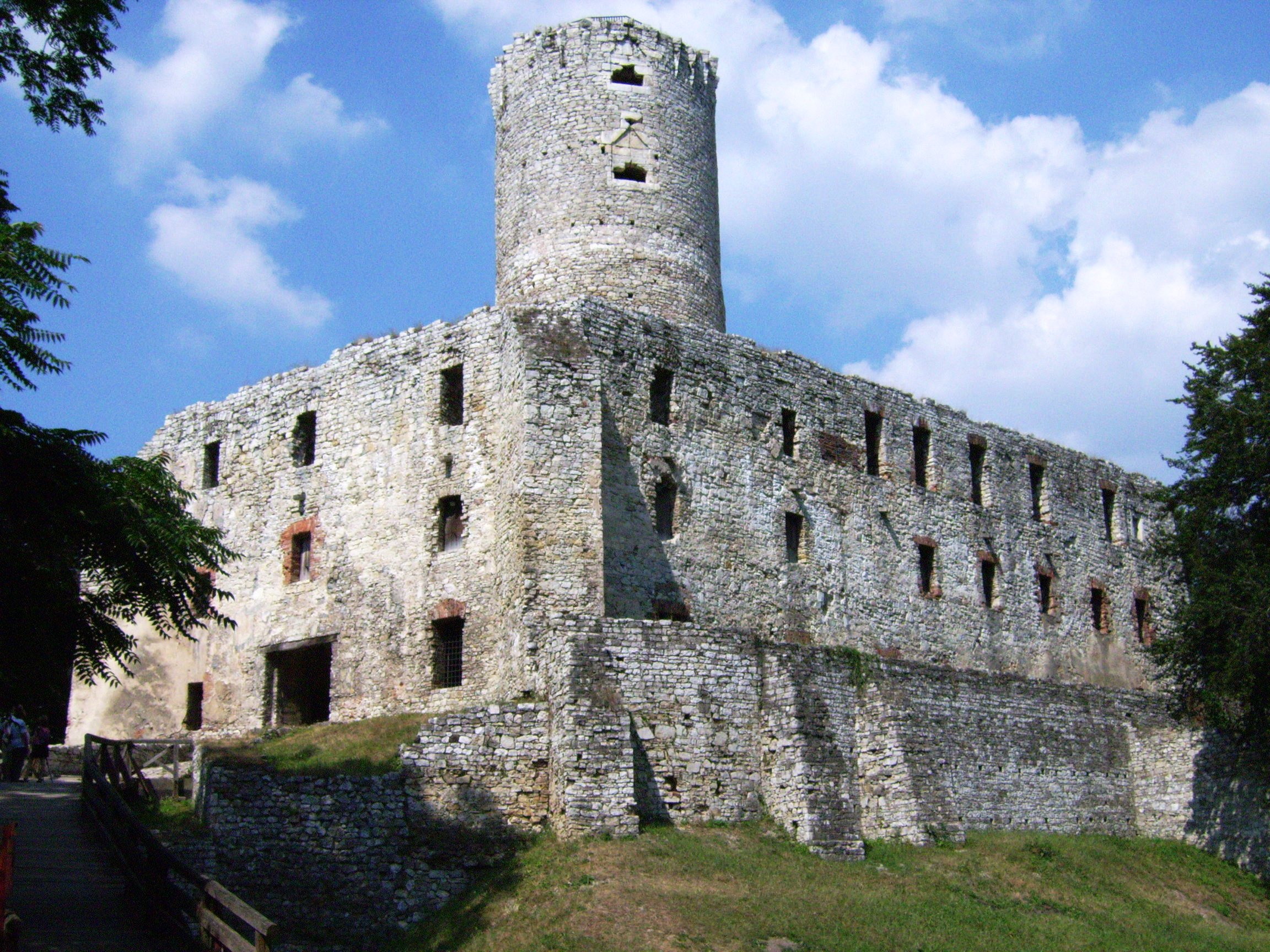
Castillo de Lipowiec, Babice

Nota: the photos above may include structures located just outside the marked Trail of the Eagles' Nests.